# Ilmtal-Radweg

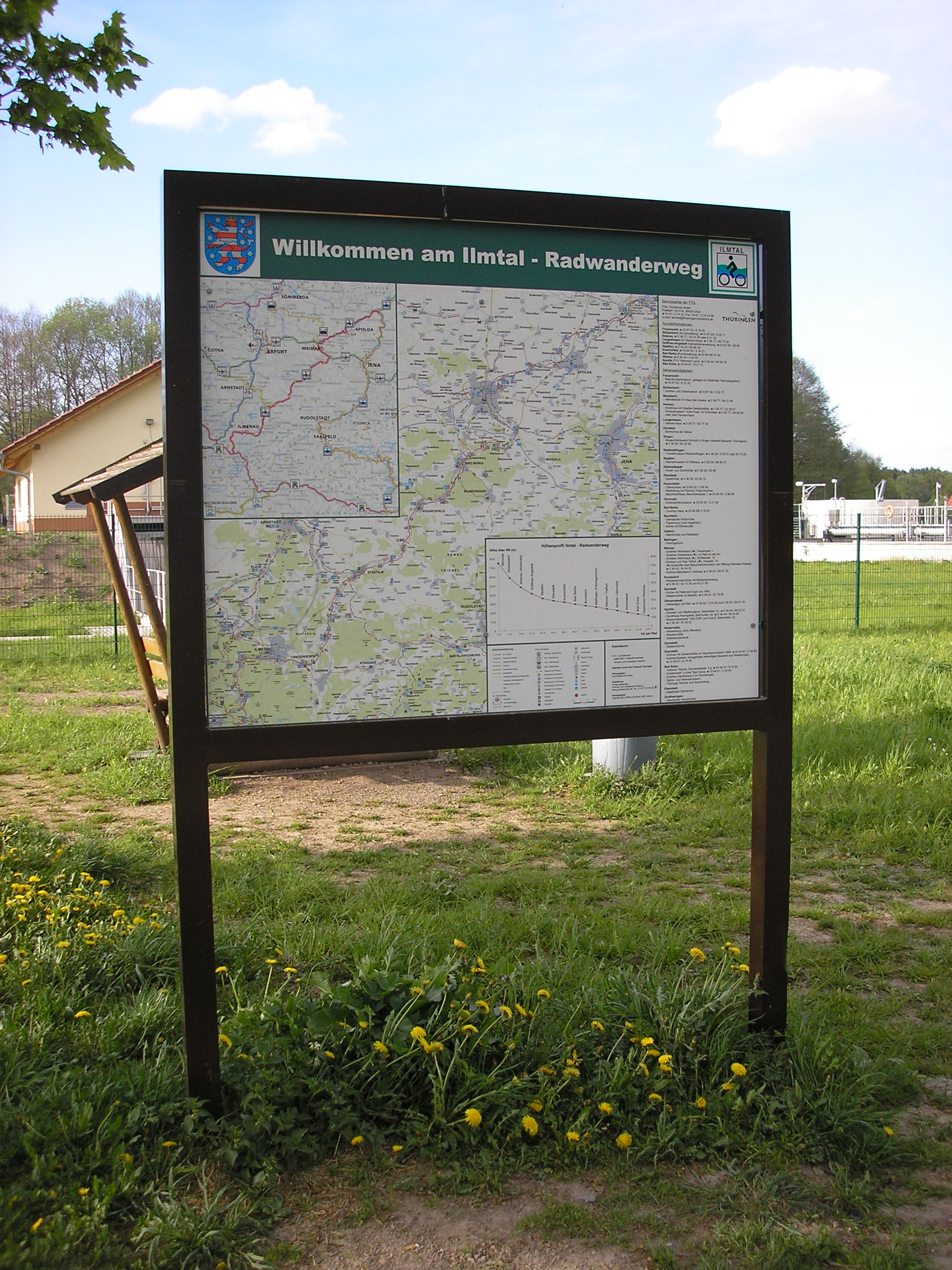
Schautafel am Radweg

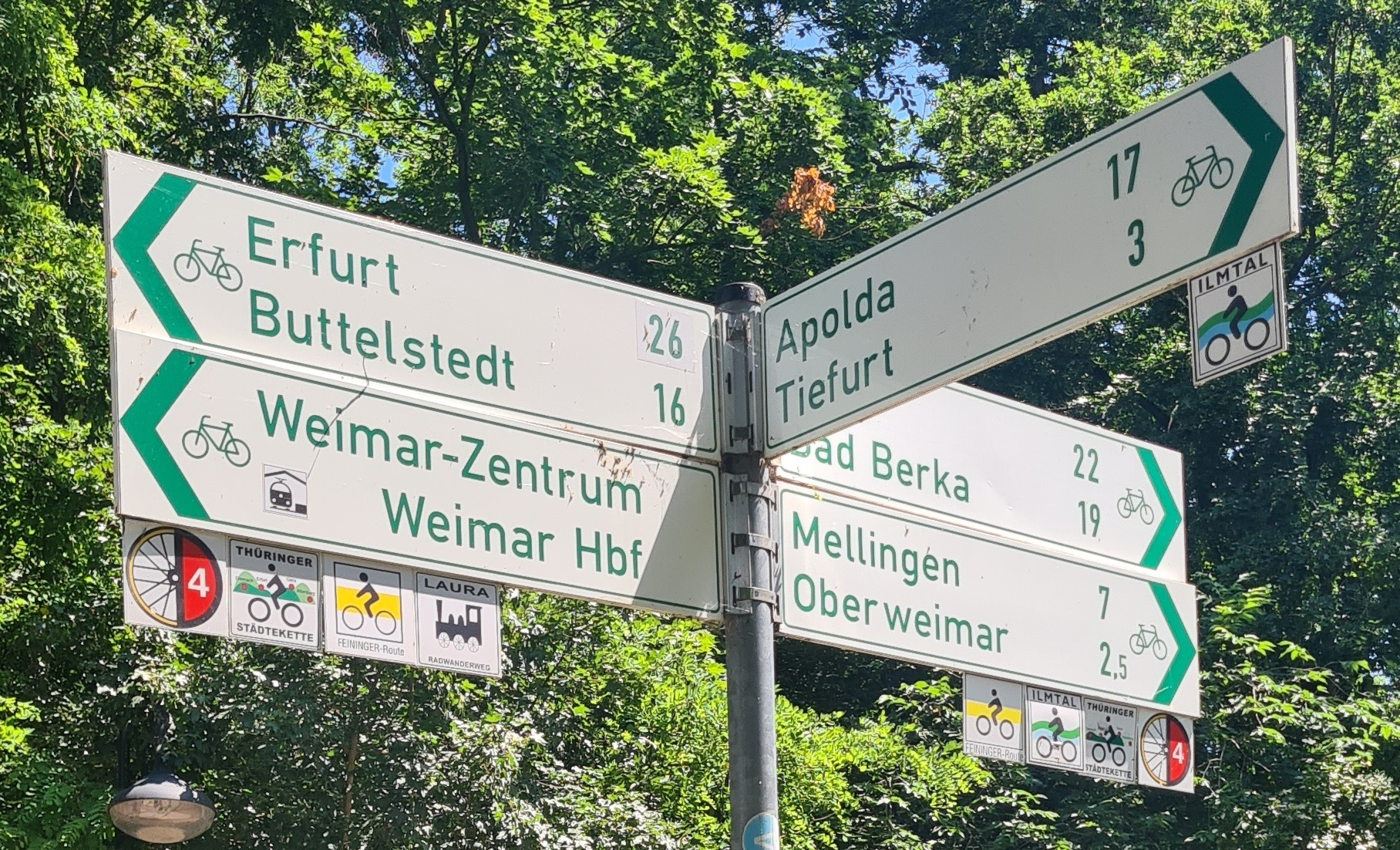
Wegweiser Knotenpunkt für Radfernwege in Weimar an der Kegelbrücke (Ilmtal-Radweg, Feininger-Radweg, Laura-Radweg, Thüringer Städtekette Radweg)

Der Ilmtal-Radweg (auch Ilmradweg) ist ein 123 km langer Radwanderweg entlang der Ilm, der mit geringer und mittlerer Schwierigkeit von Allzunah oberhalb der Ilmquelle bis zur Ilmmündung in Großheringen und 2 km weiter nach Kaatschen-Weichau an der Saale führt, mit Anschluss an den Saale-Radweg.

## Streckenprofil
Der Radwanderweg führt überwiegend über befestigte Wege abseits der Hauptstraßen. Nur auf wenigen Kilometern folgt er einer relativ verkehrsarmen Landstraße. Er ist auch für Familien mit Kindern geeignet, ist aber wegen gelegentlicher Anstiege (auch in flussabwärtiger Richtung) keine Einsteigerstrecke. Auf sehr kurzen Abschnitten kann Schieben nötig sein. Die meisten Abschnitte sind wetterunabhängig befahrbar, soweit es frostfrei ist.

## Streckenverlauf mit Sehenswürdigkeiten
- Abschnitt 1 (Länge: 22 km) von Allzunah nach Langewiesen über Stützerbach, Manebach, Ilmenau.
Tipps: GoetheStadtMuseum in Ilmenau, Schaubergwerk Volle Rose bei Langewiesen (Abstecher 2 km), Freibäder in Stützerbach und Ilmenau, Eishalle in Ilmenau.
- Abschnitt 2 (Länge 22 km) von Langewiesen nach Kleinhettstedt über Annawerk, Gräfinau-Angstedt, Dörnfeld an der Ilm, Cottendorf (optional: Singen), Griesheim, Oberilm, Stadtilm und Großhettstedt.
Sehenswürdigkeiten: Museumsbrauerei in Singen (Abstecher 2 km), Museum und Freibad in Stadtilm, Kunst- und Senfmühle in Kleinhettstedt.
- Abschnitt 3 (Länge 22 km) von Kleinhettstedt nach Bad Berka über Dienstedt, Barchfeld, Stedten, Kranichfeld, Tannroda und München (Bad Berka).
Sehenswürdigkeiten: Karsthöhle Dienstedt (nach Anmeldung), Stedtener Mühle (Frischfisch ab Hof, geplant: Schauaquarium), Museen in Kranichfeld (Baumbachhaus, Oberschloss/Abstecher 1 km) und Hohenfelden (Bauernhäuser/Abstecher 3 km), Schloss Tannroda (Korbmachermuseum, Aussichtsturm), Goethebrunnen Bad Berka (Heilwasser), Freibäder in Hohenfelden (Stausee/Abstecher 2 km) und Bad Berka.
- Abschnitt 4a (Länge 16 km) von Bad Berka nach Weimar über Hetschburg, Buchfart, Oettern, Mellingen, Taubach, Ehringsdorf und Oberweimar.
Sehenswürdigkeiten: Mühle und historische Zollbrücke Buchfart, Feininger-Route ab Mellingen (verschiedene Abstecher 2 bis 8 km), Bienenmuseum Oberweimar, Park an der Ilm und Museen in Weimar (Klassiker-Gedenkstätten: Goethe, Friedrich von Schiller, Herder, Wieland, Cranach, Bach), Freibad in Weimar.
- Abschnitt 4b (Länge 18 km) von Weimar nach Oberroßla über Tiefurt, Kromsdorf und Oßmannstedt.
Sehenswürdigkeiten: Schloss und Park Tiefurt, Schloss Kromsdorf, Wielandgut (Oßmannstedt), Museen in Apolda (Glockenmuseum, Kunsthaus Apolda/Abstecher 1 km), Freibäder in Oßmannstedt und Apolda (Abstecher 2 km).
- Abschnitt 5 (Länge 24 km) von Oberroßla (zu Apolda) nach Kaatschen-Weichau über Niederroßla, Mattstedt, Wickerstedt, Eberstedt, Darnstedt, Bad Sulza und Großheringen.
Sehenswürdigkeiten: Wasserburg aus dem 13. Jahrhundert in Niederroßla, Weidenrutenpalast und Schlachtfeld Auerstedt (Abstecher 2 km), Freibad, Therme, Saline und Kurpark in Bad Sulza, einheimischer Wein direkt ab Winzer in Sonnendorf (2 km Abstecher) und Kaatschen.

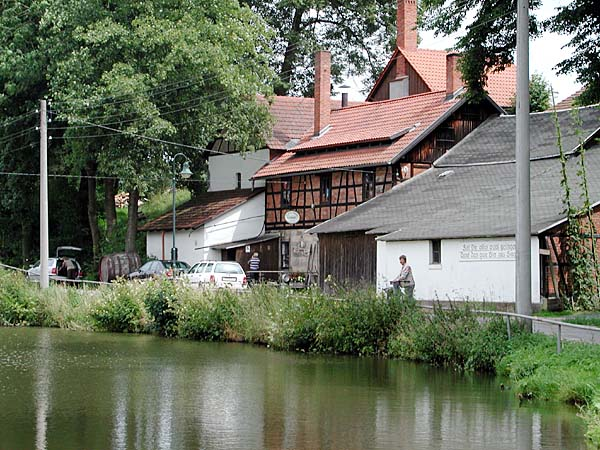
Singer Museumsbrauerei
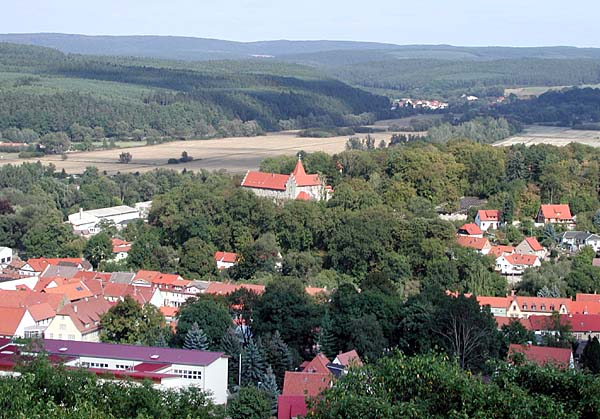
Blick von Kranichfeld (Oberschloss) ins Ilmtal in Richtung Tannroda
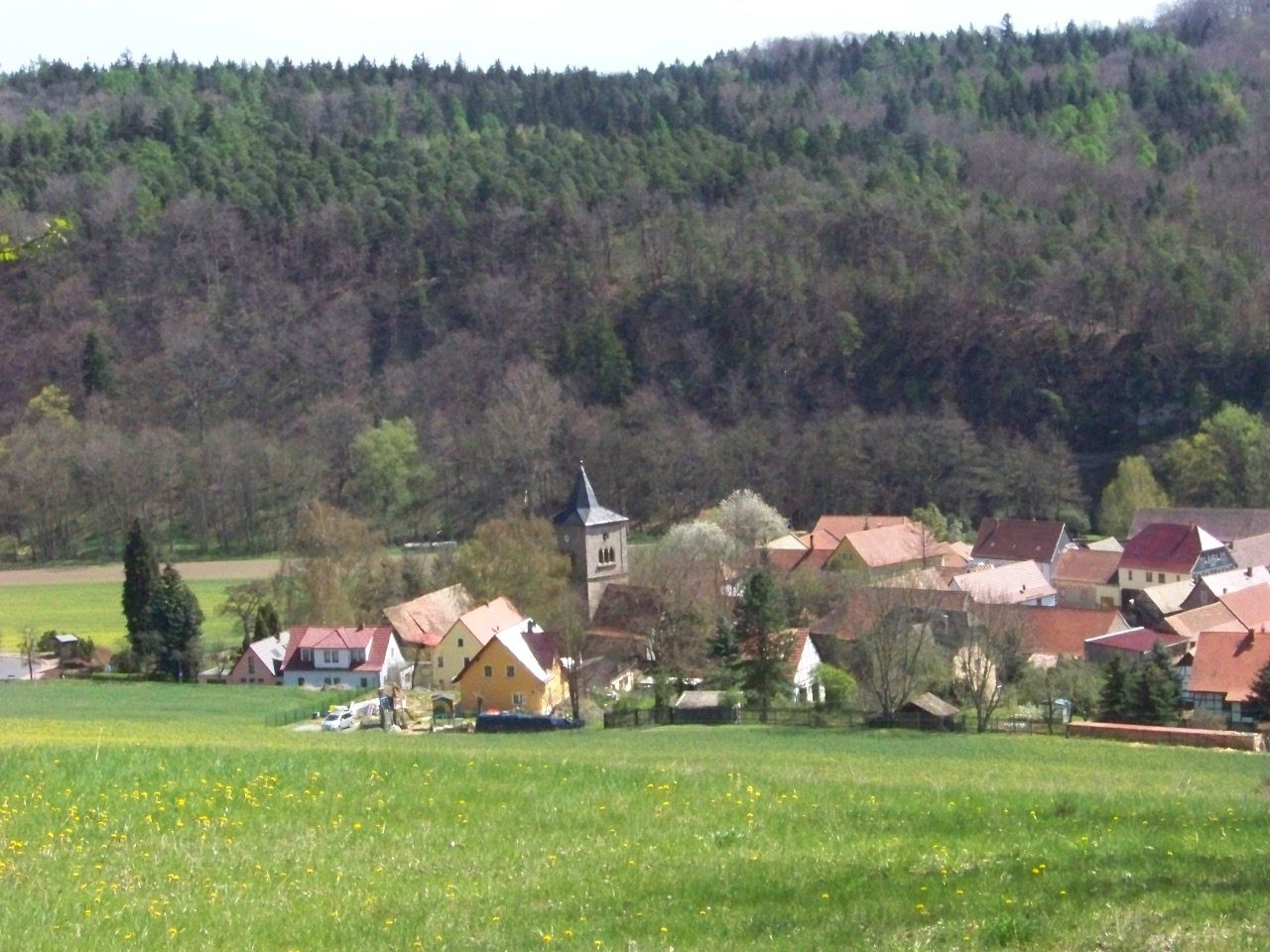
Blick auf Buchfart
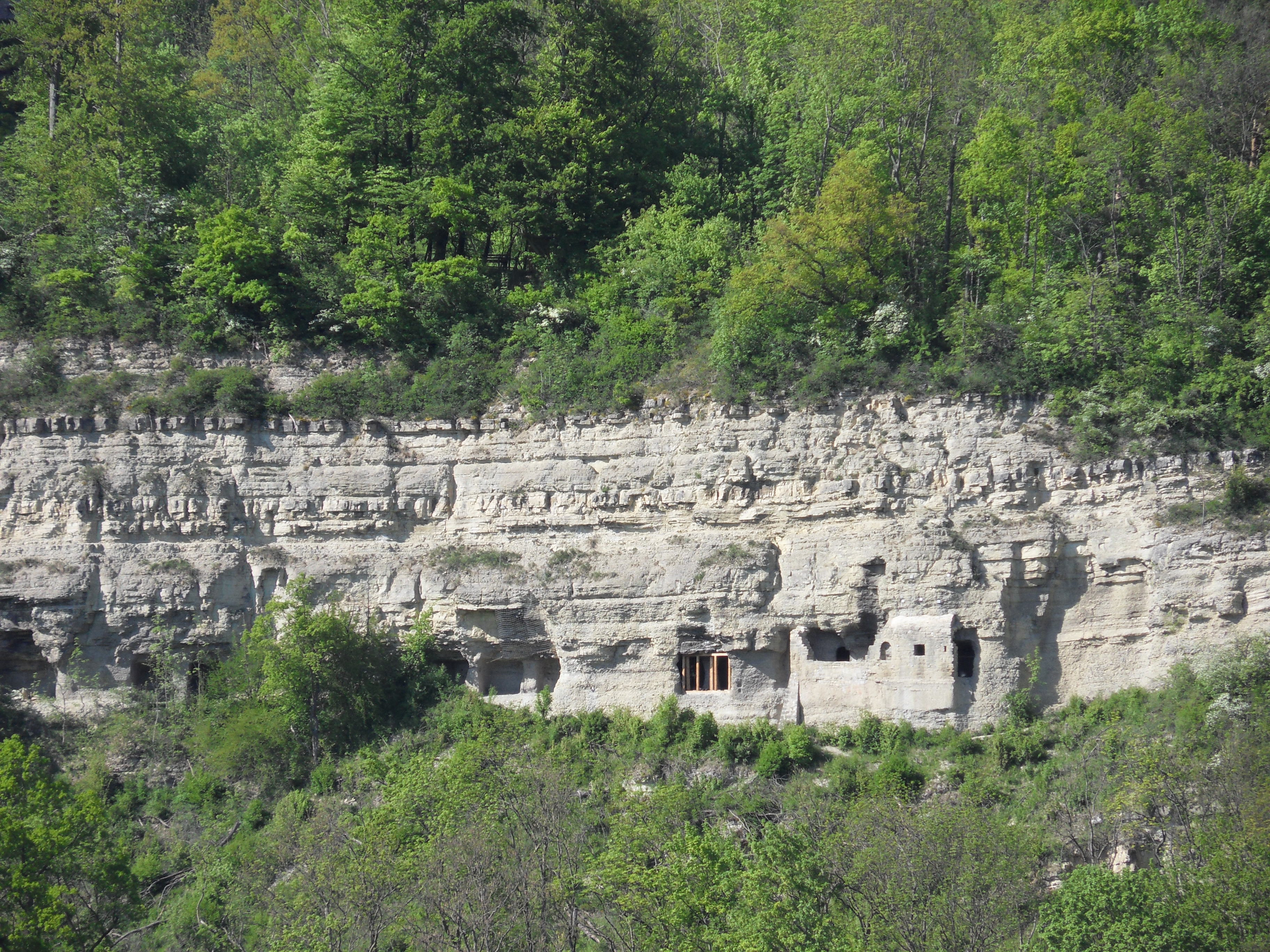
Felsenburg in Buchfart
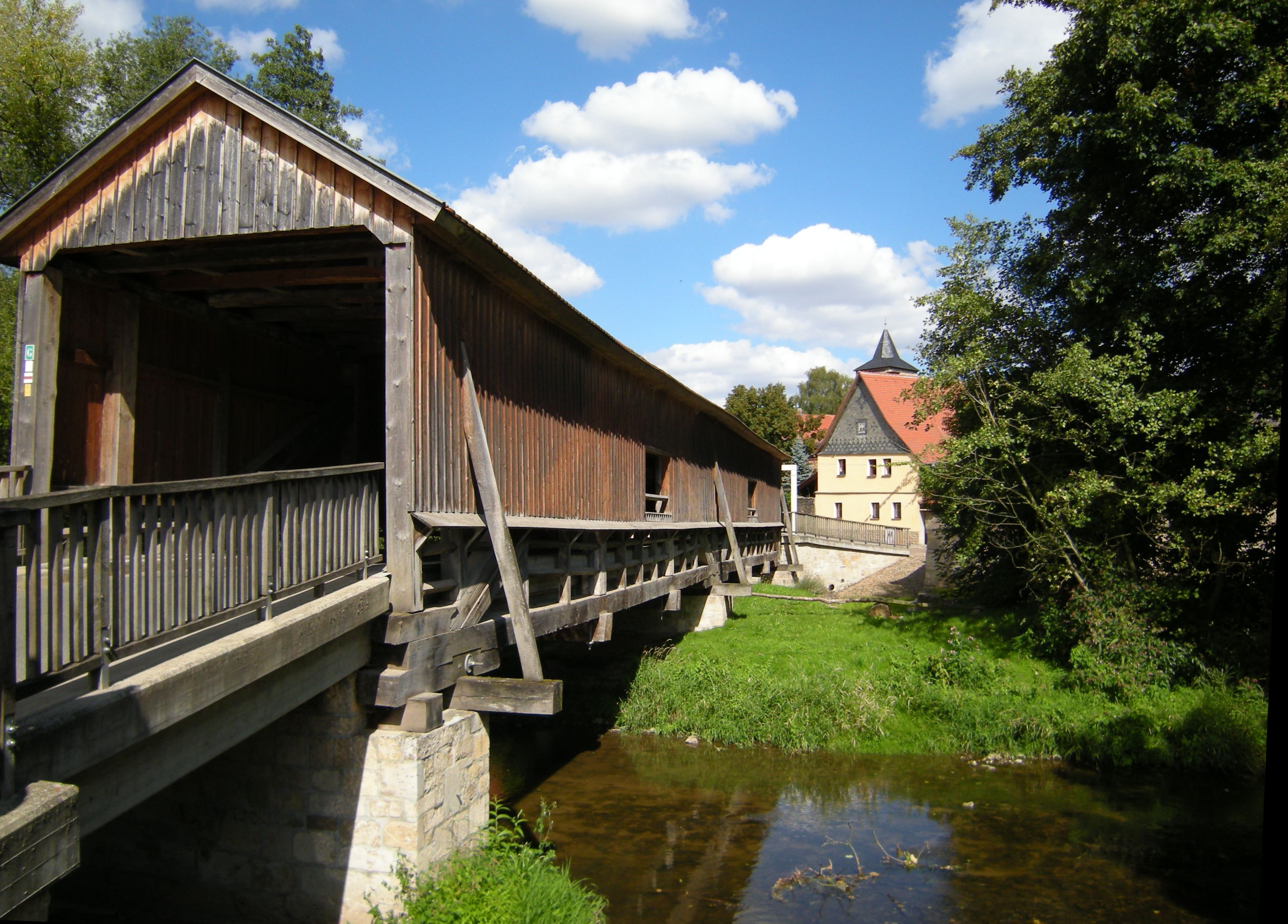
Buchfart, Alte Holzbrücke
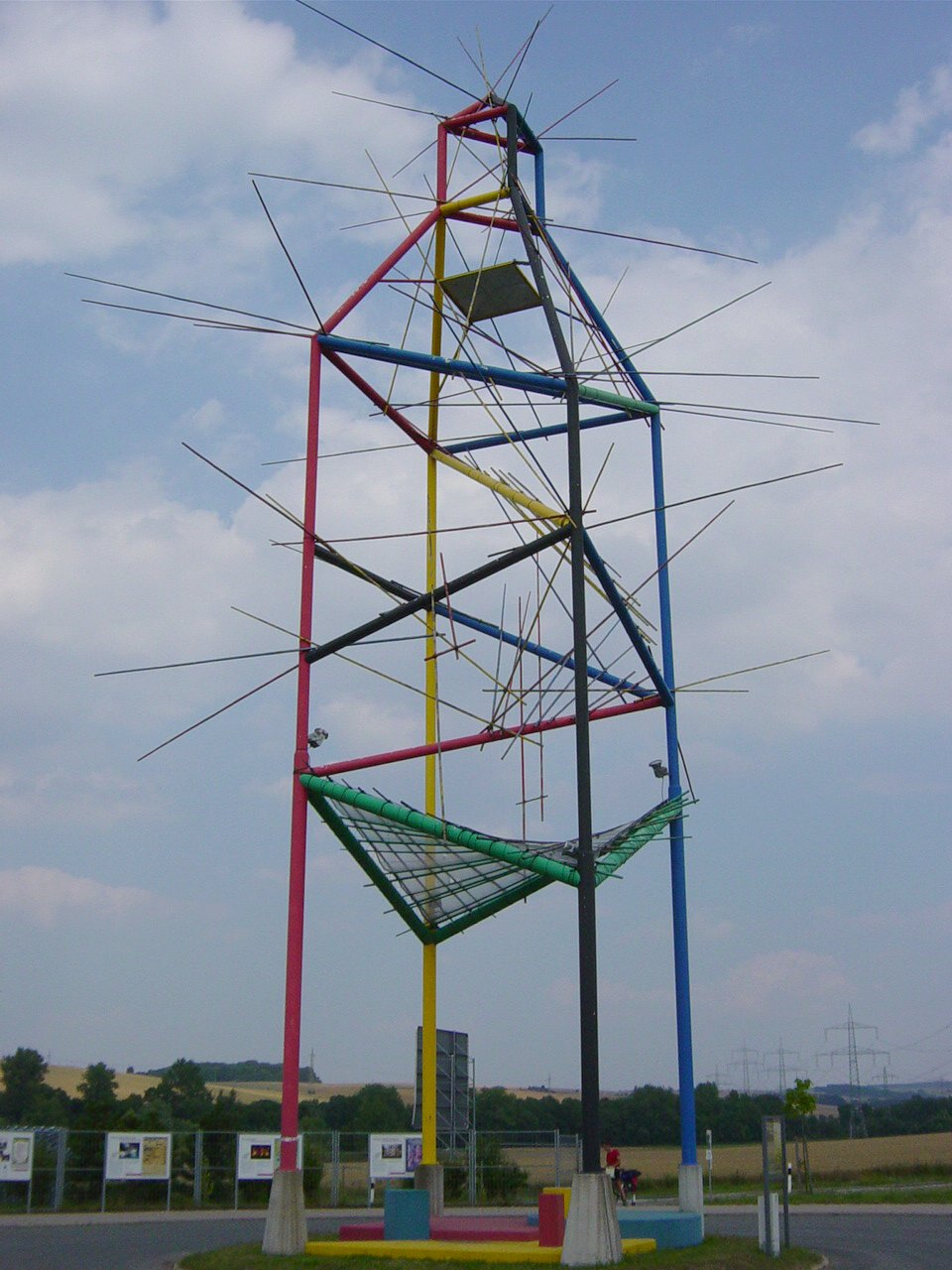
Feiningerturm in Mellingen
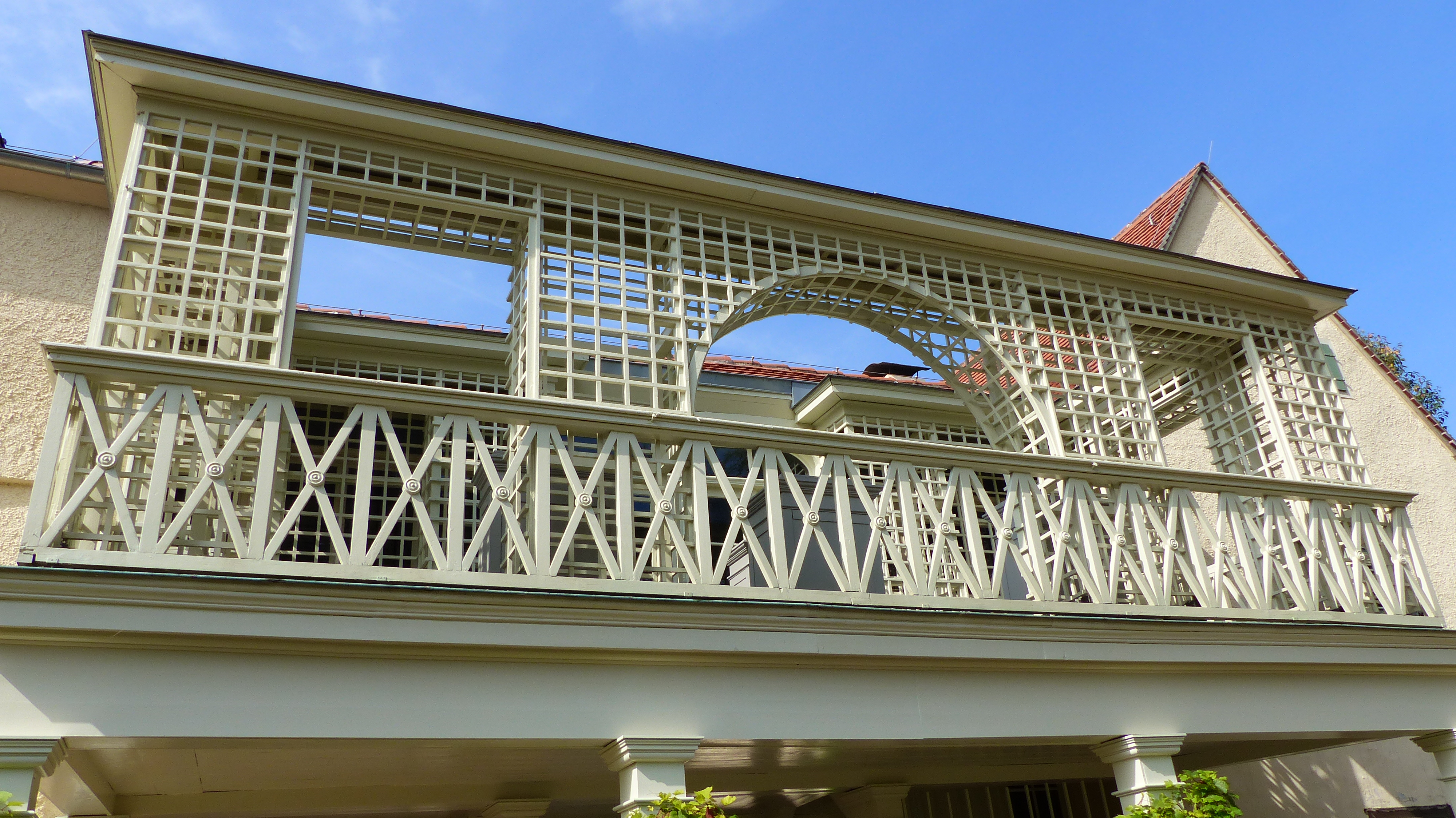
Schloss Tiefurt
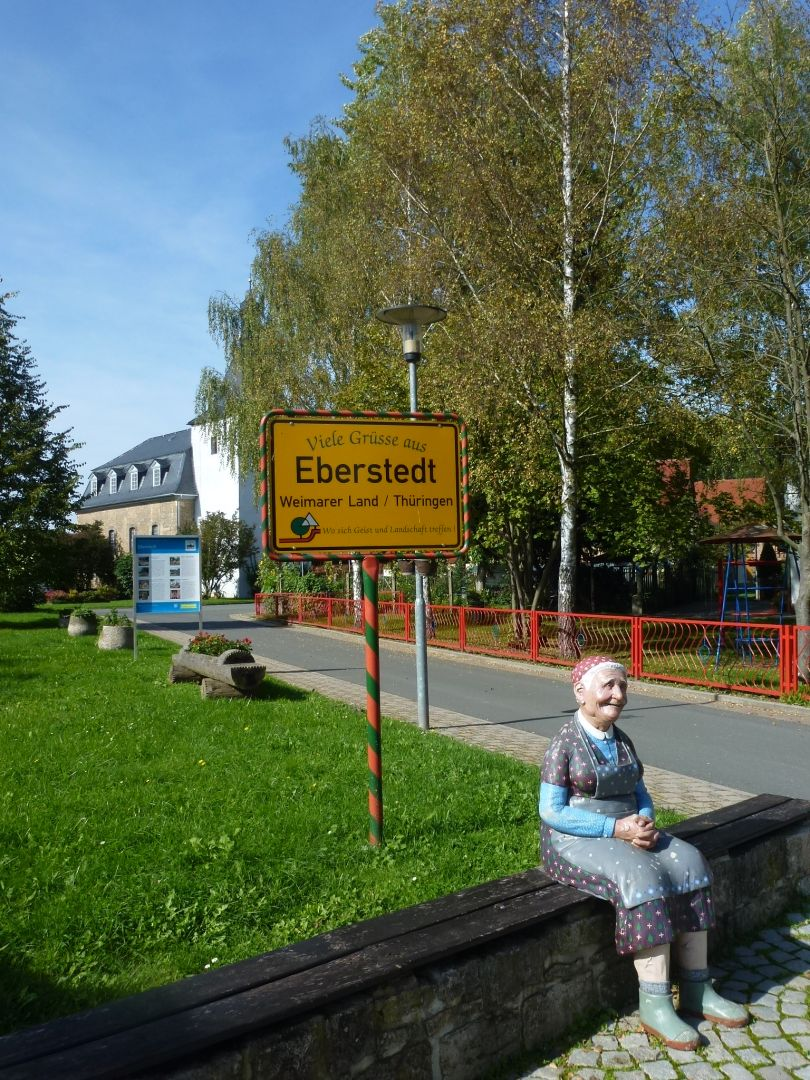
Ortseingang von Eberstedt
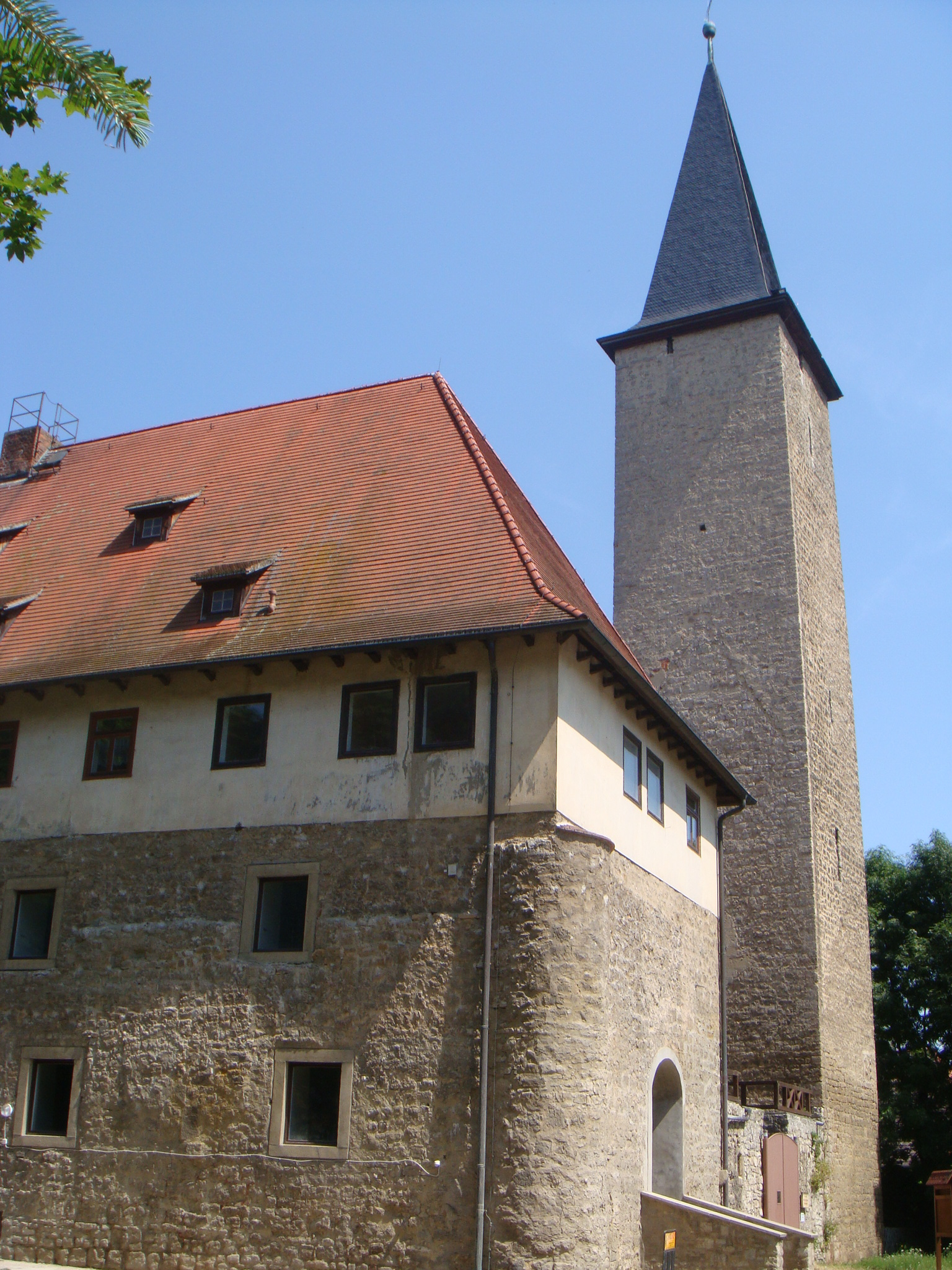
Wasserburg in Niederroßla
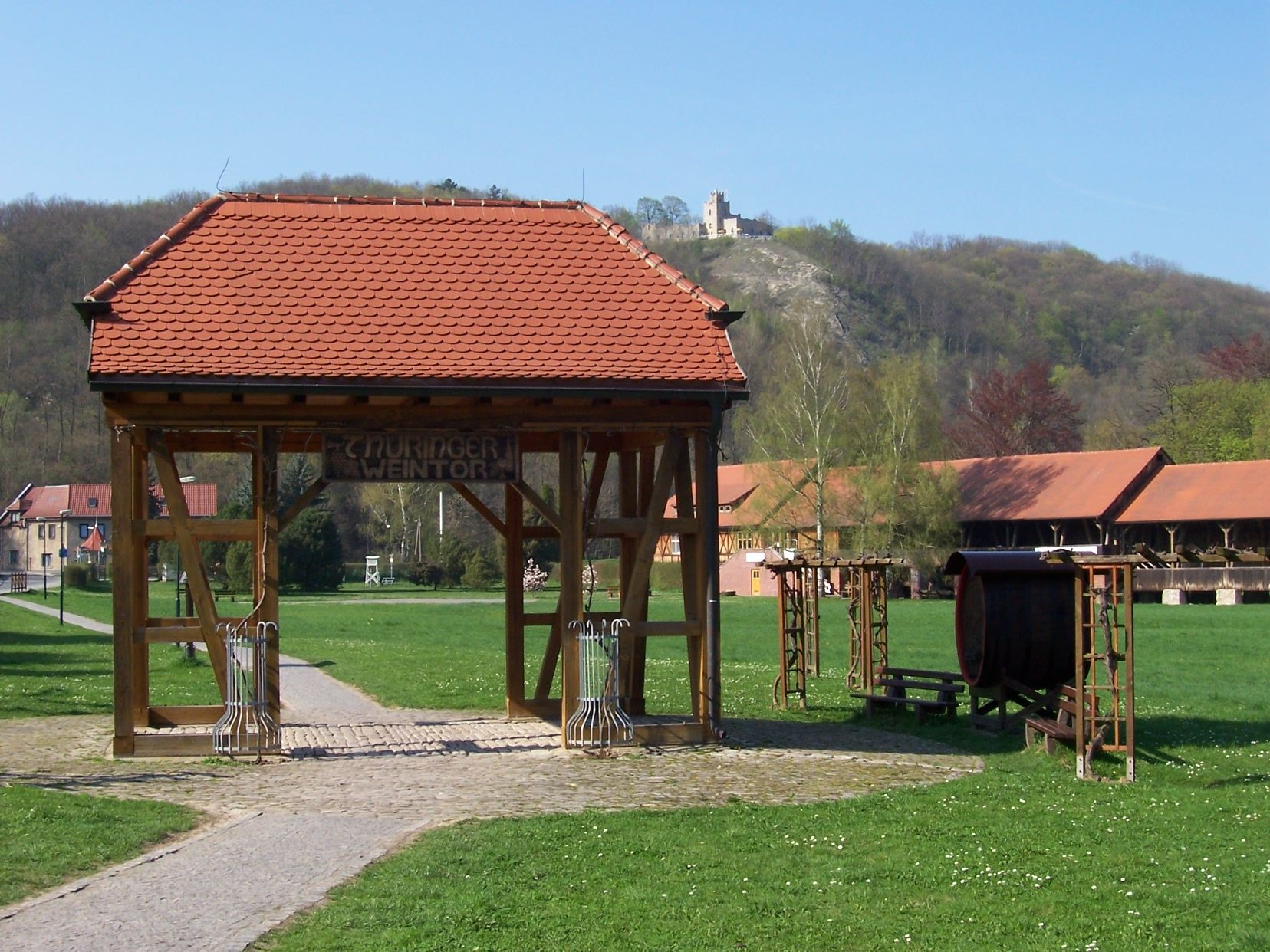
Thüringer Weintor in Bad Sulza
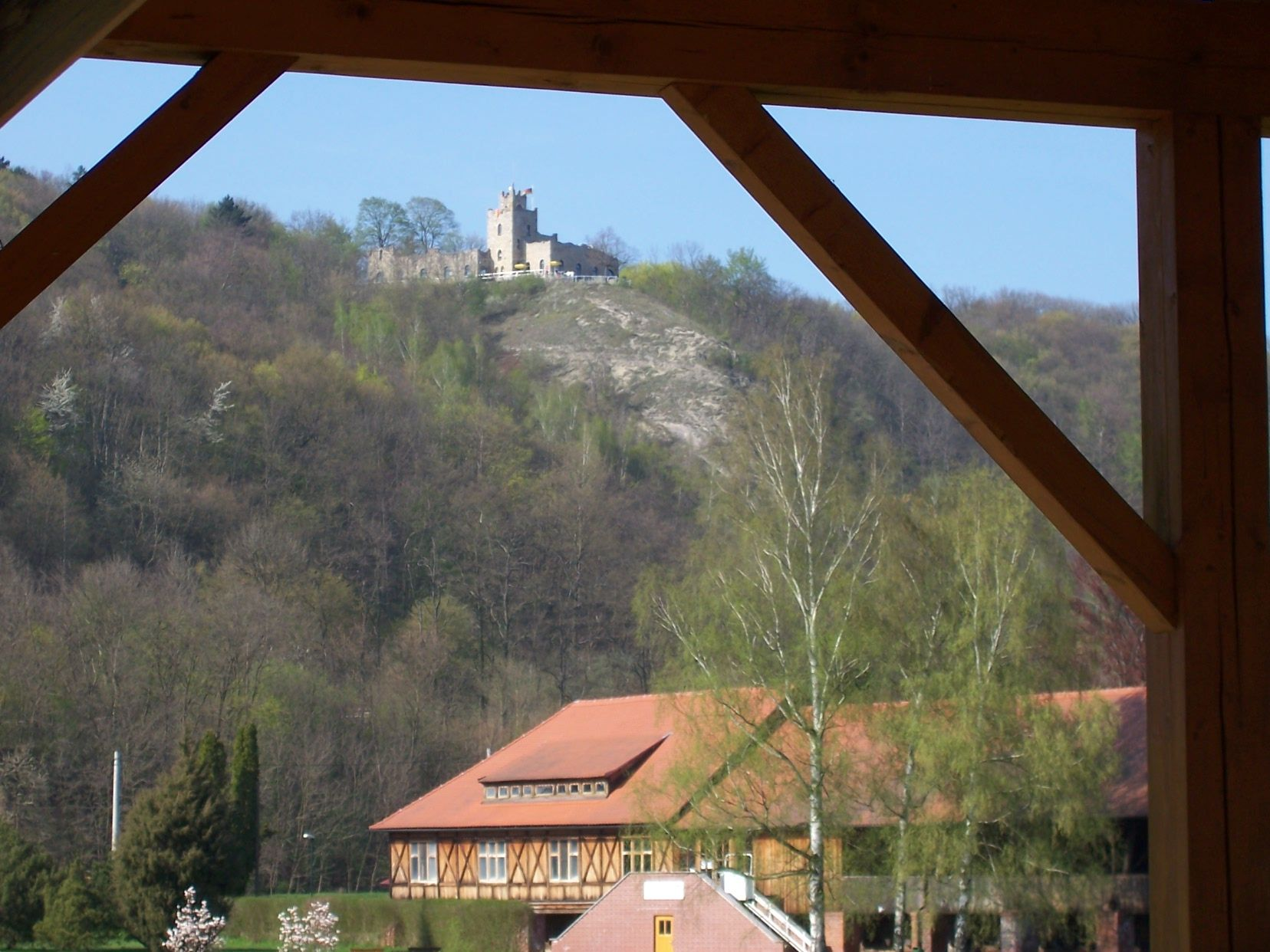
Bad Sulza, Sonnenburg
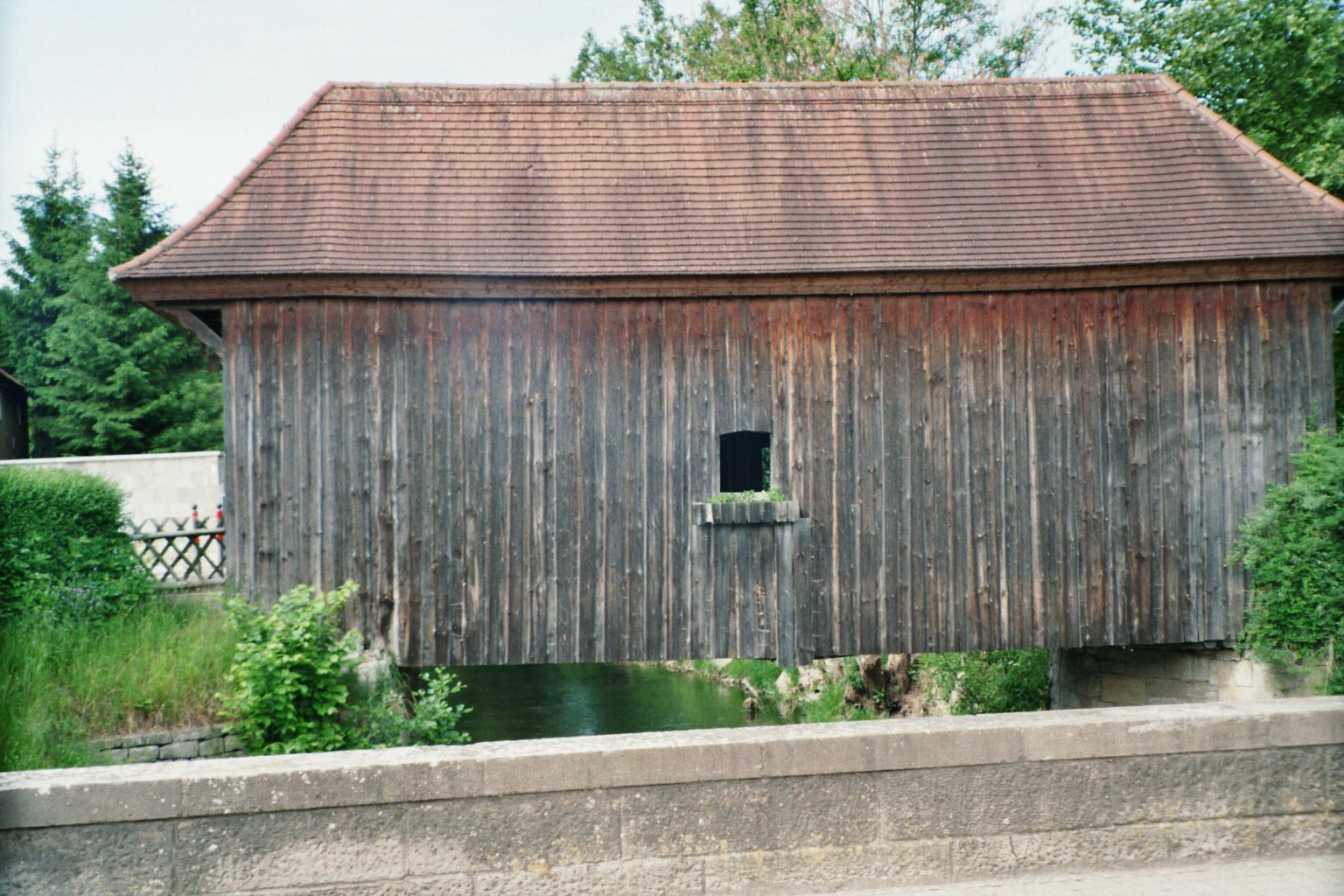
Hausbrücke über die Ilm in Großheringen

## Zertifizierung durch den ADFC
Der Allgemeine Deutsche Fahrrad-Club (ADFC) hat ihn als ersten Radfernweg in Thüringen mit seinem Gütesiegel „ADFC-Qualitätsradroute“ ausgezeichnet. Am 5. Juli 2011 erhielt der Ilmtal-Radweg in Bad Sulza vier von fünf möglichen Sternen. Hervorgehoben wurde die vielfältige Routenführung durch abwechslungsreiche Landschaften. In den zwei Jahren seit der letzten Überprüfung durch den ADFC waren zahlreiche Maßnahmen zur Verbesserung des Radweges vorgenommen worden, unter anderem wurde die Beschilderung erneuert, Abschnitte grundhaft ausgebaut, Rastmöglichkeiten geschaffen und touristische Angebote wie Bett+Bike und Gastronomie entlang der Strecke erweitert. Am 18. August 2017 wurde dem Radweg zum dritten Mal in Folge das Gütesiegel „ADFC-Qualitätsradroute“ mit vier Sternen für weitere drei Jahre verliehen.